# Battaglia di Merhamli
La battaglia di Merhamli fu combattuta il 26 novembre 1912, durante la prima guerra balcanica, fra gli eserciti dell'Impero ottomano e della Bulgaria al termine di una serie di operazioni condotte fra il 18 ottobre e il 26 novembre. Dopo un lungo inseguimento attraverso la Tracia, le truppe bulgare del distaccamento Haskovo del generale Nikola Genev accerchiarono i circa 10000 uomini del distaccamento ottomano di Kircaali guidati dal generale Mehmet Yaver Pascià nel villaggio di Merhamli: poche truppe ottomane riuscirono ad attraversare il fiume Meriç (Maritsa), le altre si arresero il 28 novembre.

## Svolgimento
Truppe bulgare, forti di circa 25000 uomini, appartenenti alla 2ª divisione "Tracia" del generale Stilijan Kovačev e ad altre unità, e divise in due distaccamenti, Haskovo e Rodopi, avanzarono nella Tracia occidentale attraversando il confine meridionale della Bulgaria il 18 ottobre. Nella regione gli ottomani avevano a disposizione il distaccamento di Kircaali (Kărdžali in bulgaro), posto sotto il comando del generale Mehmet Yaver Pascià e composto da due divisioni e da un reggimento distaccato. Sulla carta gli ottomani avrebbero dovuto disporre di circa 25000 uomini, nella realtà, la lentezza nella mobilitazione delle forze fece sì che le forze disponibili al 17 ottobre fossero 10379 uomini (dei quali solo 2222 regolari) della divisione Kircaali e 6822 uomini (dei quali solo 1071 regolari) della divisione Kircaali Müstahfiz, più 77 uomini di un distaccamento di cavalleria, 274 uomini del genio militare e due compagnie delle guardie di frontiera. Il compito assegnato alle truppe di Yaver Pascià era quello di tenere le truppe bulgare lontane dalla ferrovia Istanbul-Salonicco, unica importante via di comunicazione fra la Tracia e le truppe ottomane in Macedonia e che correva a circa 50/60 kilometri a sud del confine bulgaro. Vi erano due vie di approccio che, attraversando le montagne, conducevano dalla frontiera alla ferrovia e che le truppe ottomane erano incaricate di sorvegliare: una a oriente da Kircaali alla stazione ferroviaria di Gülmülcine; l'altra a occidente da Paşmakli alla stazione ferroviaria di Iksece. La divisione Kircaali si schierò ad oriente opponendosi all'avanzata del distaccamento bulgaro Haskovo, mentre la divisione Kircaali Müstahfiz si sistemò a presidiare l'accesso alla ferrovia sul lato ovest della frontiera in opposizione al distaccamento Rodopi.
Il distaccamento Rodopi, dopo aver attraversato la frontiera ottomana, avanzò su tre colonne separate: la prima, dopo aver preso la città di Smoljan il 26 ottobre, mosse verso sud in direzione di Dedeağaç (oggi Alessandropoli); una seconda colonna avanzò verso Nevrokop (oggi Goce Delčev) e Drama, che fu occupata il 5 novembre; la terza colonna mosse verso ovest raggiungendo la precedente a Nevrokop. L'avanzata delle truppe bulgare si svolse piuttosto lentamente a causa del terreno difficile, ma con la caduta di Drama il fronte ottomano sul lato occidentale si disintegrò e, per il 30 ottobre, i bulgari avevano occupato l'intera regione dei Monti Rodopi.
Nel frattempo, il distaccamento Haskovo avanzò verso sud nel distretto di Kărdžali conducendo manovre di aggiramento che forzarono gli ottomani a ritirarsi verso sud. Il 21 ottobre i bulgari catturarono la città di Kărdžali e gli ottomani si ritirarono ancora più a sud di 25 kilometri su una nuova linea difensiva. Rinforzato dall'arrivo di due battaglioni di fanteria, il 27 ottobre il distaccamento di Kircaali passò alla controffensiva avanzando di 16 kilometri verso nord fino alle alture dominanti la vallata del fiume Arda e la città di Kărdžali, qui il fronte si stabilizzò fino al 14 novembre quando gli ottomani lanciarono un nuovo attacco che li portò a soli 4 kilometri dalla città, ma l'arrivo di rinforzi bulgari li obbligò a ritornare sulla linea di partenza sull'Arda dove il fronte si stabilizzò. Intanto le forze bulgare si erano divise: parte del distaccamento mosse verso Adrianopoli, per prendere parte all'assedio della città, e la parte rimanente, dopo aver assunto la denominazione di distaccamento Kărdžali, mosse verso le linee ottomane sull'Arda.
Il 17 novembre i due distaccamenti bulgari, Kărdžali e Rodopi, attaccarono contemporaneamente da est e da ovest costringendo le truppe ottomane ad arretrare su tutto il fronte. Yaver Pascià condusse azioni di copertura tentando di rallentare l'avanzata nemica, mentre le sue truppe nel settore centrale del fronte si ritiravano verso la città di Dedeağaç sull'Egeo. Ormai il distaccamento Kircaali aveva fallito nella propria missione poiché i bulgari avevano saldamente in mano la linea ferroviaria Istanbul-Salonicco, ciononostante i bulgari continuarono senza tregua l'inseguimento delle truppe ottomane in ritirata. Comunque, Yaver Pascià era riuscito a consolidare le sue posizioni sulla riva occidentale del Meriç e sperava di riuscire a spezzare l'accerchiamento marciando verso est, attraversando il fiume e prendendo la strada per Keşan, da dove pianificava di raggiungere la sicurezza delle posizioni trincerate sulla penisola di Gallipoli.
Il 26 novembre, Yaver Pascià incominciò ad attraversare il Meriç presso il villaggio di Merhamli, ma i bulgari avevano già inviato il 7º reggimento di cavalleria ad occupare Keşan e da qui i cavalieri bulgari stavano avanzando verso ovest. Nel contempo Yaver Pascià doveva parare anche la minaccia del 13º reggimento della 7ª divisione "Rila", giunto in Tracia, proprio nel porto di Dedeağaç, via mare da Salonicco, e che avanzò verso est tagliando ogni via di comunicazione fra le truppe ottomane in Macedonia e quelle in Tracia e occupando la riva settentrionale del Mar di Marmara a Şarköy e la parte settentrionale della penisola di Gallipoli. Completamente circondato, dopo aver tentato una debole resistenza, Yaver Pascià decise di arrendersi il 27 novembre con le truppe a lui rimaste: 252 ufficiali e 8870 soldati.
Intanto, mentre Yaver Pascià stava conducendo le trattative di resa, le truppe ottomane che erano riuscite ad attraversare il Meriç, circa 1 500 uomini sotto il comando del maggiore Nasuhi, decise a non arrendersi, si scontrarono con la cavalleria avversaria che avanzava da Keşan e dopo aver aggirato le linee bulgare riuscirono a raggiungere il territorio in mani ottomane appena a nord dell'istmo di Bulair.

## Conseguenze
Con la capitolazione a Merhamli, gli ottomani persero pressoché tutta la Tracia occidentale, mentre i bulgari riuscirono a isolare le truppe ottomane in Macedonia.